# Long road
Long road is een studioalbum van Quatermass II. Toen Quatermass in 1970 hun eerste langspeelplaat uitgaven werd de band gezien als een van de eerste supergroepen. Het mocht niet zo zijn, want na een album was het alweer bekeken. Ieder ging zijn eigen weg. De officieuze leider Mick Underwood kon het echter niet laten om veel later in 1995 wederom de naam Quatermass te gebruiken. Ook nu was er sprake van een verzameling musici, die elders hun brood verdienden en ging verdienen, maar van supergroep was geen sprake. Het album liet lang op zich wachten, want tussen 1995 en 1997 waren er alweer personele meningsverschillen. Het album is opgenomen in R.M.S. Studio te Londen.

## Musici
- Gary Davis – gitaar
- Bart Foley – gitaar, zang (speelde met leden van Black Sabbath en Iron Maiden)
- Nick Simper – basgitaar (speelde bij Deep Purple en Warhorse
- Mick Underwood – slagwerk (speelde bij Gillan)

Met speciale gast Don Airey, die bekender was dan de vier heren samen.

## Muziek
John Gustafson was een van de leden van het oorspronkelijke Quatermass

| Nr. | Titel                          | Duur |
| --- | ------------------------------ | ---- |
| 1.  | Prayer for the dying (Foley)   |      |
| 2.  | Good day to die (Davis, Foley) |      |
| 3.  | Wild wedding (John Gustafson)  |      |
| 4.  | Suicide blonde (Davis, Foley)  |      |
| 5.  | River (Bernie Torme)           |      |
| 6.  | Long road (Foley, Younger)     |      |
| 7.  | Woman in love (Foley)          |      |
| 8.  | Hit and run (Foley)            |      |
| 9.  | Daylight robbery (Gustafson)   |      |
| 10. | Coming home (Foley)            |      |
| 11. | Circus (Quatermass II)         |      |